# Encore Series 2004
Encore Series 2004 is een serie opnames van de concerten van de Britse rockband The Who. De individuele albums zijn opgenomen in 2004 tijdens hun tour door Japan, Australië, het Verenigd Koninkrijk en de Verenigde Staten. The Who deed toen 18 plaatsen aan, waarvan de concerten allen geregistreerd zijn en als dubbel-cd (of de hele tournee in een box set) zijn uitgebracht. Het idee stamde uit 2002 (Encore Series 2002) en werd ook in 2006 doorgevoerd tijdens The Who's tournee door Europa en Noord-Amerika.